# سير هنري تشامبرلين
السير هنري أورلاند تشامبرلين (بالإنجليزية: Sir Henry Chamberlain, 1st Baronet)‏، البارون الأول (1773  - 31 يوليو 1829) كان دبلوماسي بريطاني، وكذلك القنصل العام للبرتغال والقائم بالاعمال في البرازيل. كسب لقب البارون في 22 فبراير 1828.
وكان هنري ابناً غير شرعي من الهون. هنري فاين، كاتب صاحب جلالة الخزانة والابن الاصغر لتوماس فاين، الإيرل الثامن من يستمورلاند. وقد تربى مع بقية أبناء فاين باعتبارها قريب بعيد ولكن عندما أعرب تشامبرلين عن رغبته بالزواج من واحدة من أخوات هنري الغير الشقيقة، قيل له بأنه الأب الحقيقي لهنري وانتقل هنري إلى البرتغال في عام 1834 ليصبح القنصل العام، مبحراً على سفينة (HMS Briton) .